# Bahiensis
Bahiensis is een geslacht van weekdieren uit de klasse van de Gastropoda (slakken).

## Soort
- Bahiensis ribeirensis Salvador, Cavallari & Simone, 2016